# Objev neutronu

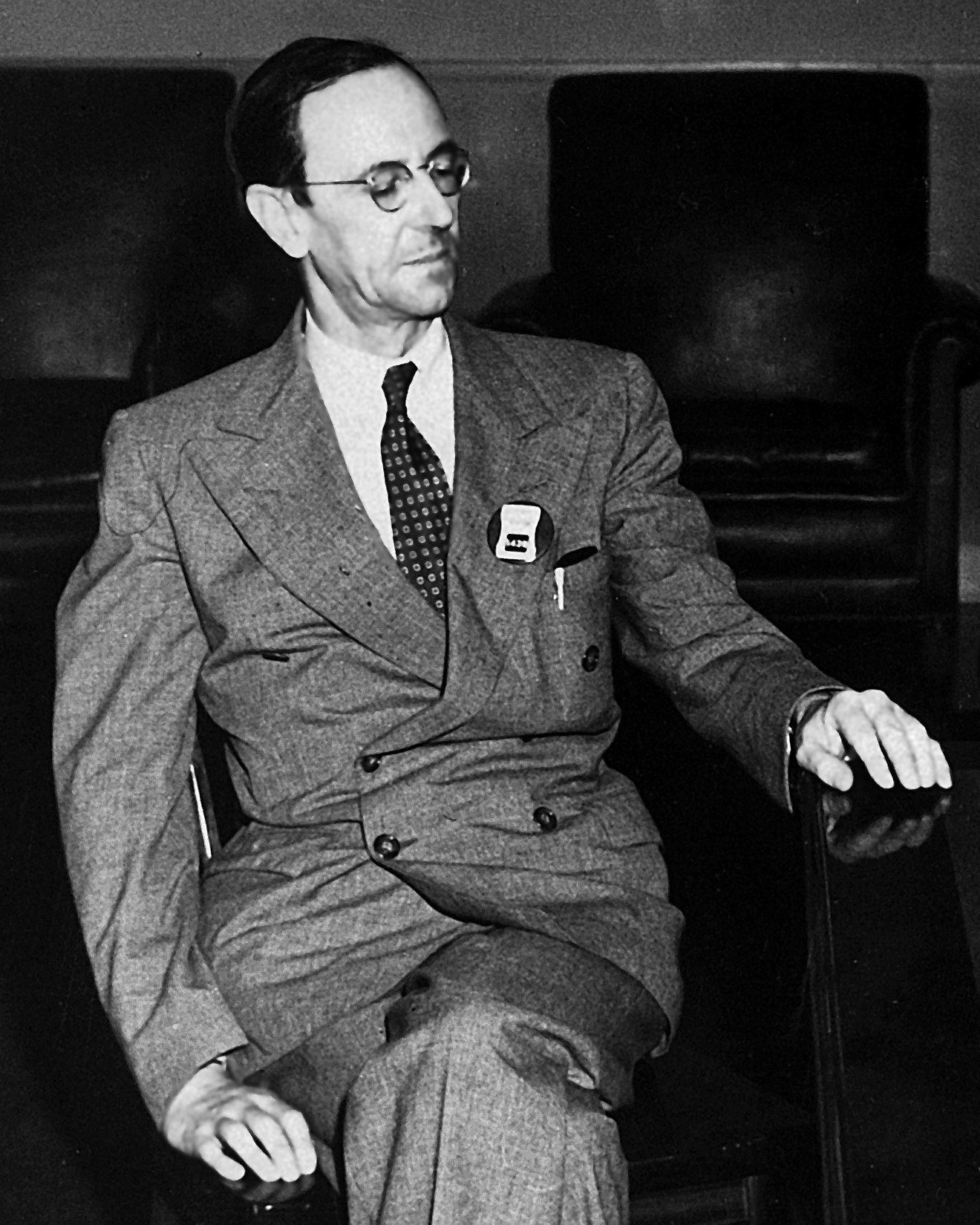
Sir James Chadwick

Objev neutronu byl důležitým bodem v rozvoji atomové fyziky. Neutron předpověděl na začátku 20. let 20. století Ernest Rutherford. Walther Bothe a Herbert Becker objevili v roce 1931 tzv. berylliové záření. Jeho studiem se dále zabývali manželé Irene Joliot-Curie a Frédéric Joliot-Curie. James Chadwick poté prokázal, že toto tzv. berylliové záření jsou vlastně neutrony. James Chadwick dále prezentoval některé vlastnosti neutronu a za jeho objev dostal Nobelovu cenu za fyziku za rok 1935.

## Teoretická předpověď neutronu
Historie objevu neutronu může být datována od začátku 20. let 20. století, kdy Ernest Rutherford teoreticky předpověděl jeho existenci. Abychom pochopili, co ho k této předpovědi vedlo, musíme si uvědomit, že v té době byla rozšířená představa o atomech složených pouze z protonů a elektronů. Elektronový obal atomu již přibližně odpovídal našim současným představám. Jádro atomu ale mělo být složeno také z elektronů a protonů. Dle této idey by mělo jádro A protonů, odpovídajícím jeho atomové hmotnosti, a A-Z elektronů, tak aby jádro navenek prokazovalo pozitivní náboj velikosti Z.
Tato hypotéza se začala ukazovat nepravděpodobnou. Dle principu neurčitosti a příkladu nekonečné potenciálové jámy (popisující volnou částici na malém prostoru ohraničeného neproniknutelnými stěnami) již bylo známo, že v jádrech není dost energie na to, aby jádra atomů obsahovala elektrony. Dále byly také zjištěny rozpory mezi hypotézou a experimentálními výsledky. Rutherford proto vytušil, či dokonce předpokládal existenci neutronu. Ten by, dle Rutherforda, měl mít hmotnost srovnatelnou s hmotností protonu a nulový elektrický náboj.

## Objev berylliového záření
V roce 1931 Walther Bothe a Herbert Becker zjistili, že při ostřelování berylliového preparátu alfa částicemi vzniká neutrální záření, které je neionizující a zároveň vysoce pronikavé. Předpokládali, že se jedná o velmi energetické záření gama. Dalším studiem tohoto berylliového záření se zabývali manželé Irene Joliot-Curie a Frédéric Joliot-Curie. Zjistili, že pokud se do cesty berylliového záření postaví parafín, jsou tímto zářením vyrážena jádra vodíku – protony. Takto vyražené protony měly kinetickou energii okolo 5,3 MeV. Pokud by berylliové záření bylo vysoce energetické gama záření, muselo by mít řádově větší energie než bylo do té doby pozorováno. Mnohem jednodušší vysvětlení předpokládalo, že se jedná o záření částicové povahy. Než ale manželé Joliotovi stačili určit povahu tohoto záření ze studia interakcí s vodíkem, heliem a dusíkem, předběhl je James Chadwick.

## Objev neutronu a první popis jeho vlastností

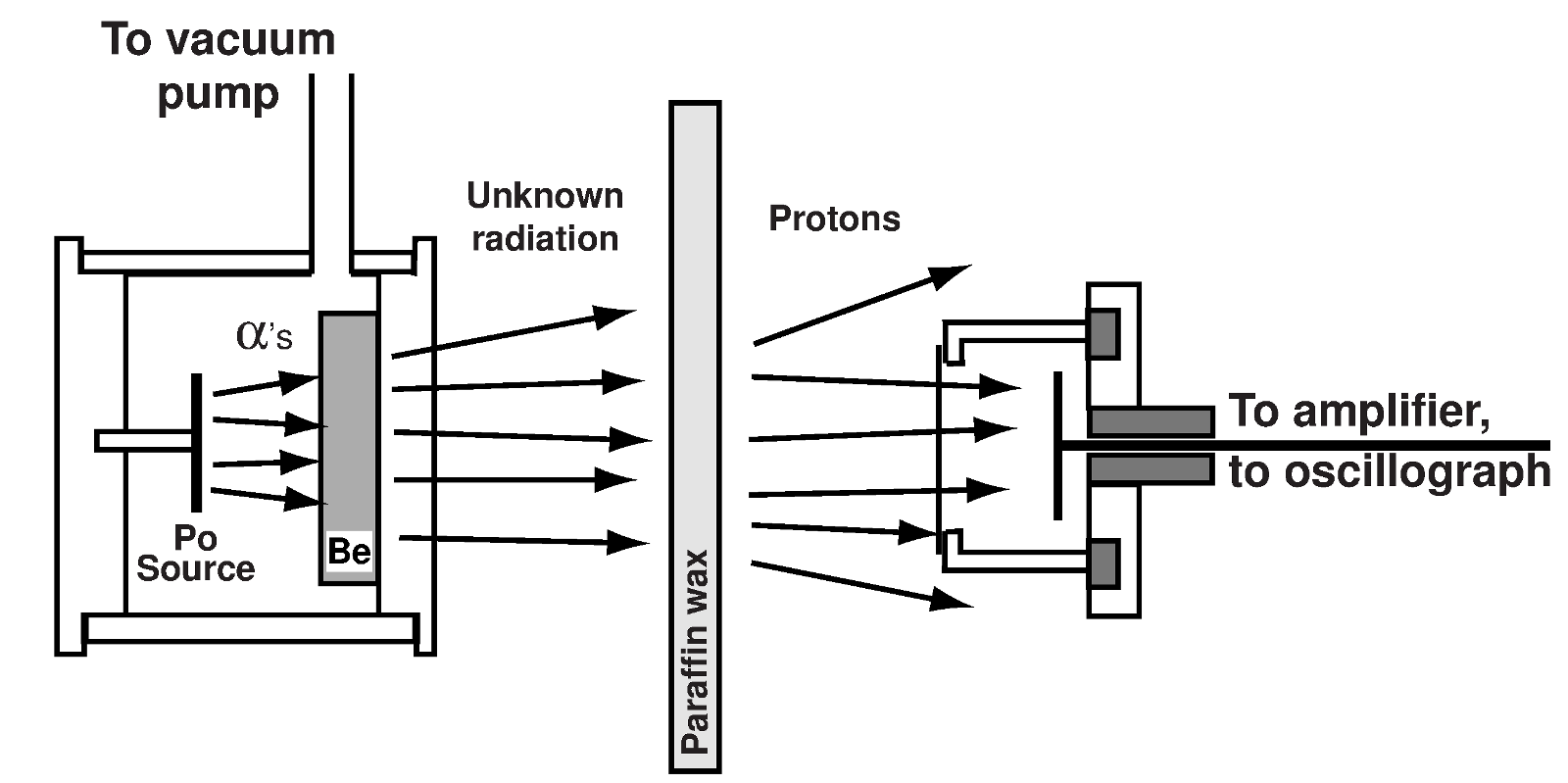
Schéma experimentu použitého při objevu neutronu. Nalevo se nachází poloniový zdroj používaný k ozařování berylia alfa částicemi. Reakce alfa částic s beryliem vyzařovala částice bez náboje. Pokud se do cesty těchto částic bez náboje vložil parafinový vosk, vznikaly protony. Protony byly pozorovány pomocí malé ionizační komory. Schéma převzato od Chadwicka (1932).

Chadwick zjistil, že berylliové záření dokáže z látky vyrážet nejen jádra vodíku, ale i jádra dalších lehkých prvků, jako jsou lithium, beryllium, bór atd. Studiem interakce berylliového záření s dusíkem a parafínem určil Chadwick hmotnost částic berylliového záření (neutronu) jako přibližně rovnu hmotnosti protonu. Dále také zjistil, že tyto částice pronikají i 10 až 20 cm olova, přičemž proton o stejné rychlosti (energii) se zastaví již v 0,25 cm olova. Protože pronikavost částic o stejné hmotnosti i rychlosti ve stejném materiálu závisí pouze na nábojích těchto částic, bylo zřejmé, že částice berylliového záření musí mít velmi malý náboj ve srovnání s nábojem protonu. Nejjednodušší je předpokládat, že je náboj nulový. Berylliové záření tedy může být jednoduše označeno za částice s hmotností protonu a nulovým elektrickým nábojem, tedy neutrony.
Za tento objev a popis dostal v roce 1935 James Chadwick Nobelovu cenu za fyziku. Ve své nobelovské přednášce Chadwick zmiňuje možné vysvětlení beta +/− rozpadu, tj. rozpad neutronu na proton, elektron a elektronové neutrino, resp. rozpad protonu na neutron, pozitron a elektronové antineutrino. Také udává odhad hmotnosti neutronu jako 1,0085 hmotnosti protonu, či 1,0081 hmotnosti vodíkového atomu. Dále předpokládá, že volný neutron je nestabilní a rozpadá se již zmíněným beta minus rozpadem.